# MacArthur Park
MacArthur Park is een lied geschreven en gecomponeerd door Jimmy Webb. Richard Harris was de eerste die het in 1968 opnam: zijn versie steeg tot de tweede plaats in de Billboard Hot 100 en tot de vierde in de UK Singles Chart. Diverse andere artiesten maakten een cover, de versie van countryzanger Waylon Jennings werd ook een hit. Een van de bekendste versies is die van Donna Summer uit 1978 in disco-stijl die de eerste plaats in de Billboard Hot 100 bereikte. De originele opname wordt gebruikt in de film Beetlejuice Beetlejuice uit 2024.

## Jimmy Webb

### Compositie
MacArthur Park werd geschreven en gecomponeerd in de zomer en najaar van 1967 en was bedoeld als deel van een cantata. Webb schreef deze cantata
op verzoek van producer Bones Howe voor de groep The Association, maar de groep keurde het af. De inspiratie voor het lied lag in een relatie van Webb, en de beëindiging ervan, met Susie Horton. Zij trouwde later met Robert Ronstadt, een neef van zangeres Linda Ronstadt. Het MacArthur Park in Los Angeles was de plek waar de twee af en toe afspraken voor de lunch en samen een prettige tijd doorbrachten. In die tijd (midden 1965), werkte Horton bij een verzekeringsbedrijf waarvan de kantoren bij het park stonden. Gevraagd door interviewer Terry Gross wat door zijn hoofd ging toen hij het lied schreef gaf Webb als antwoord dat het symbolisch was bedoeld en betrekking had op het einde van een liefdesaffaire. In een interview met Newsday in oktober 2014 verklaarde hij:

Alles in het lied was zichtbaar. Niets is verzonnen. De oude dammende mannen onder de bomen, de achtergebleven taart; alles wat in de song wordt genoemd zijn dingen die ik echt heb gezien. Het is een soort van muzikale collage van de liefdesrelatie die in MacArthur Park ten einde kwam.

Webb en Horton bleven bevriend ook na haar huwelijk met een ander. De breakup was ook de aanzet tot "By the Time I Get to Phoenix," een andere song van Webb. Na het einde van de relatie verbleef Webb enige tijd thuis bij Buddy Greco, op wiens piano de muziek werd gecomponeerd. Greco sloot gedurende 40 jaar al zijn optredens met dit nummer af.
Het idee om een klassiek gestructureerd nummer met drie of vier delen te schrijven was een uitdaging van producer Bones Howe, die opnames voor The Association produceerde. Het begint als een gedicht over liefde en gaat over in een klaagzang. Het nummer bestaat uit vier delen:
1. Een mid-tempo introductie, in de originele aantekeningen aangeduid als "In the Park", opgebouwd rond piano en klavecimbel, daaraan toegevoegd hoorns en orkest.[6] Dit arrangement is de begeleiding bij de belangrijkste coupletten.
2. Daarna volgt een langzaam en rustig deel, benoemd als "After the Loves of My Life."[6]
3. Een up-tempo instrumentaal deel, het "Allegro," met drums, percussie en hoorns, bouwt op naar een climax van het orkest.[6]
4. Een mid-tempo herhaling van het eerste deel, eindigend met slotrefrein en climax.

## Versie van Richard Harris

### Achtergrond en opname
MacArthur Park werd als eerste opgenomen door Richard Harris, nadat hij de componist had ontmoet bij een fundraiser-bijeenkomst in Los Angeles, eind 1967. Webb was daar uitgenodigd om achtergrondmuziek op de piano te spelen. Harris, die juist een sterrenrol had gespeeld in Camelot, en in de film diverse muzikale nummers had uitgevoerd, zei plotseling tegen Webb dat hij wel een plaat wilde uitbrengen. Webb nam dit niet serieus maar kreeg later een telegram van Harris waarin hem werd verzocht "naar Londen te komen en een plaat te maken." Webb vloog naar Londen en speelde een aantal nummers voor. Het laatste lied dat Webb voor Harris speelde was MacArthur Park, oorspronkelijk geschreven voor The Association, die het afwezen vanwege de lengte, complexe structuur en onorthodoxe tekst. Harris was enthousiast en selecteerde MacArthur Park voor zijn debuut in de popmuziek. De andere nummers gingen deel uitmaken van het album.
De opnamen van de muziek vond plaats bij Armin Steiner's Sound Recorders in Hollywood. De violen, hout- en koperblazers werden in meerdere sessies opgenomen in december 1967 en januari 1968.
De muzikanten van de originele studio-opnamen waren leden van het beroemde The Wrecking Crew, een los-vaste verzameling sessiemuzikanten in Los Angeles die op veel van de succesnummers uit de jaren 60 en 70 meespeelden. Een bijdrage leverden Hal Blaine (drums), Larry Knechtel (keyboards), Joe Osborn (basgitaar), Tommy Tedesco en Mike Deasy (gitaar), en Webb zelf op klavecimbel.
De stem van Harris werd in een Londense studio opgenomen. Daarbij zong hij steeds "MacArthur's" in plaats van "MacArthur". Het lukte Webb niet, dit hem af te leren zodat het foutje op de plaat te horen is.
Het nummer maakte deel uit van het album van Harris A Tramp Shining (1968) waarvan in april 1968 de single werd getrokken. De eerste uitzending was op 9 april 1968 door WABCradio77. Op 11 mei kwam het op de 79e plaats binnen in de Hot 100 en bereikte de hoogste 2e plaats op 22 juni. Het steeg tot nummer 10 op de Billboard's Easy Listening survey en werd 8e op de jaarlijst 1968 van WABC. Het bereikte hoge posities in andere Europese landen en Australië en won in 1969 een Grammy Award for Best Arrangement Accompanying Vocalist(s).

### Slechtste song ooit
In 1992 hield journalist Dave Barry van de Miami Herald een verkiezing onder zijn lezers naar de slechtste song aller tijden. Daarbij kwam MacArthur Park op de eerste plaats terecht. Het commentaar van Barry: "Het is moeilijk om de respons op een enquête te bestrijden."

### Hitnoteringen

#### Weeklijsten
| Hoogst bereikte positie (1968) |    |
| ------------------------------ | -- |
| Australië                      | 1  |
| Canada                         | 1  |
| Ierland                        | 9  |
| Nederland                      | 12 |
| UK                             | 4  |
| VS Billboard Hot 100           | 2  |
| US Billboard Easy Listening    | 10 |

#### Jaarlijsten
| Bereikte positie (1968) |    |
| ----------------------- | -- |
| Australië               | 9  |
| Canada                  | 33 |
| UK                      | 60 |
| VS Billboard Hot 100    | 51 |

#### NPO Radio 2 Top 2000
| Nummer met noteringen in de NPO Radio 2 Top 2000 | '99 | '00 | '01 | '02 | '03 | '04 | '05 | '06 | '07 | '08 | '09 | '10 | '11 | '12 | '13 | '14 | '15  | '16  | '17  | '18  | '19  |
| ------------------------------------------------ | --- | --- | --- | --- | --- | --- | --- | --- | --- | --- | --- | --- | --- | --- | --- | --- | ---- | ---- | ---- | ---- | ---- |
| MacArthur Park                                   | 304 | 441 | 350 | 193 | 334 | 410 | 323 | 391 | 241 | 313 | 564 | 651 | 804 | 550 | 835 | 949 | 1128 | 1631 | 1570 | 1796 | 1696 |

1. ↑  Een vetgedrukt getal geeft de hoogste notering aan.
2. ↑  Deze tabel is bijgewerkt tot en met de laatste editie (2024).

#### Evergreen Top 1000
| Evergreen Top 1000 "MacArthur Park" | Evergreen Top 1000 "MacArthur Park" | Evergreen Top 1000 "MacArthur Park" | Evergreen Top 1000 "MacArthur Park" | Evergreen Top 1000 "MacArthur Park" | Evergreen Top 1000 "MacArthur Park" | Evergreen Top 1000 "MacArthur Park" | Evergreen Top 1000 "MacArthur Park" | Evergreen Top 1000 "MacArthur Park" | Evergreen Top 1000 "MacArthur Park" | Evergreen Top 1000 "MacArthur Park" | Evergreen Top 1000 "MacArthur Park" | Evergreen Top 1000 "MacArthur Park" | Evergreen Top 1000 "MacArthur Park" | Evergreen Top 1000 "MacArthur Park" | Evergreen Top 1000 "MacArthur Park" | Evergreen Top 1000 "MacArthur Park" |
| Jaar                                | 2008                                | 2009                                | 2010                                | 2011                                | 2012                                | 2013                                | 2014                                | 2015                                | 2016                                | 2017                                | 2018                                | 2019                                | 2020                                | 2021                                | 2022                                | 2023                                |
| ----------------------------------- | ----------------------------------- | ----------------------------------- | ----------------------------------- | ----------------------------------- | ----------------------------------- | ----------------------------------- | ----------------------------------- | ----------------------------------- | ----------------------------------- | ----------------------------------- | ----------------------------------- | ----------------------------------- | ----------------------------------- | ----------------------------------- | ----------------------------------- | ----------------------------------- |
| Positie                             | -                                   | -                                   | -                                   | -                                   | -                                   | -                                   | -                                   | 368                                 | 301                                 | 253                                 | 189                                 | 236                                 | 272                                 | 232                                 | 287                                 | 293                                 |

## Versie van Waylon Jennings
Een coverversie van MacArthur Park werd door country music zanger Waylon Jennings opgenomen op zijn album Country-Folk in 1969, samen met de familiegroep The Kimberlys. Deze versie kwam op nummer 23 binnen op de Hot Country Songs en op 93 in de Billboard Hot 100, op 23 augustus 1969. In 1969 won het een Grammy Award voor de beste country-performance door een duo of een groep met zanger.

## Versie van Donna Summer
In september 1978 bracht de Amerikaanse zangeres Donna Summer een discoversie (met ingekorte tekst) van MacArthur Park uit, waarvan er enkele miljoenen werden verkocht: het stond drie weken op de nummer 1-positie van de Amerikaanse Billboard Hot 100 en het leverde Summer haar eerste nominatie op voor de Grammy Award voor beste vrouwelijke vocale performance. Haar album Live and More kreeg de award voor Favoriet Disco Album.

### Achtergrond en opname
Producer Giorgio Moroder herinnerde zich dat hij en zijn medewerker Pete Bellotte geïnteresseerd waren in het concept van ofwel een remix maken van een track - welke was nog niet besloten - die in de jaren '60 een hit was geweest, of een hit te herschrijven tot dansnummer. Moroder: "Ik herinner me dat ik in mijn auto over de Hollywood Freeway reed toen ik de originele song op de radio hoorde (MacArthur Park door Richard Harris). Ik dacht: 'Dat is hem, daar hebben we bijna een jaar naar gezocht.'" Moroder vroeg Neil Bogart, de baas van Casablanca Records, hem een kopie van de Richard Harris-versie van MacArthur Park te geven om als basis te dienen voor de discoversie die Moroder voor ogen had. Bogart gaf hem een 8-tracktape van de Harris' versie, waarvoor Moroder eerst een 8-trackspeler moest kopen om hem te kunnen beluisteren.
Moroder zag in MacArthur Park "een prachtig nummer voor Donna – met al die hoge noten was het geknipt voor haar". Om het effect van een achtergrondkoor te bereiken, nam Moroder zijn eigen stem op, ingezongen op 24 sporen. Moroder: "Het was een moeilijk lied om alles goed te arrangeren, vooral de koperblazers, maar we beschikten over de beste musici."
De opname van Summer op haar dubbelalbum Live and More als deel van de MacArthur Park Suite duurt acht minuten en 40 seconden. De kortere singleversie - met weglating van de ballade in het tweede deel - betekende voor Summer haar eerste nummer 1-notering in de Billboard Hot 100. Het was ook de laatste compositie van Jimmy Webb die de top tien bereikte, en zijn enige nummer 1-hit.
De bijna 18 minuten durende MacArthur Park Suite bevat ook de songs "One of a Kind" en "Heaven Knows". Deze medley werd ook uitgebracht als 12 inchversie en stond in 1978 vijf weken op nummer 1 in de Hot Dance Club Songs van Billboard.
In Nederland was de plaat op donderdag 26 oktober 1978 TROS Paradeplaat op Hilversum 3 en werd mede hierdoor een hit in de destijds drie landelijke hitlijsten op de nationale publieke popzender. De plaat bereikte de 9e positie in de Nederlandse Top 40 en de 8e positie in zowel de Nationale Hitparade als de TROS Top 50. In de Europese hitlijst op Hilversum 3, de TROS Europarade, werd géén notering behaald.
In België bereikte de plaat de 13e positie in de voorloper van de Vlaamse Ultratop 50 en de 11e positie in de Vlaamse Radio 2 Top 30. In Wallonië werd géén notering behaald.
De versies van deze twee andere songs in de medley, op het album en 12 inch, wijken nogal af van de beide originele songs. In de 12 inch-versie werd "Heaven Knows" verlengd met een vioolintro en overbruggend hoornsolo, terwijl het tweede couplet werd weggelaten. In One of a Kind werd een deel van het instrumentaal gedeelte ingekort, terwijl het tweede couplet werd toegevoegd. In de tekst voegde Summer het woord "Chinese" toe om duidelijk te maken welk bordspel de mannen speelden.
De MacArthur Park Suite stond niet op de compact disc versie van Live and More wegens de beperkte technische mogelijkheden in die tijd; de albumversie staat wel op The Dance Collection: A Compilation of Twelve Inch Singles uit 1987. In 2012 werd "Live and More" in Japan opnieuw opgenomen, inclusief de originele 12 inchversie van de "MacArthur Park Suite".
In 2013 vond een remix plaats door Laidback Luke voor het remixalbum Love To Love You Donna, die tot nummer 1 steeg op de Billboard Dance Club Songs, waarmee Summer een postume nummer 1-hit had, haar twintigste in totaal.

### Hitnoteringen

#### Weeklijsten
| Hoogst bereikte positie (1978)                                                    |         |
| --------------------------------------------------------------------------------- | ------- |
| Canada                                                                            | 1       |
| Canadadance                                                                       | 1       |
| Ierland                                                                           | 7       |
| Nederland (Nederlandse Top 40, Nationale Hitparade, TROS Top 50, TROS Europarade) | 9\|8\|8 |
| Spanje Los 40                                                                     | 6       |
| VS Billboard Hot100                                                               | 1       |
| VS Billboard adult contemporary                                                   | 24      |
| VS Billboard Hot Disco Singles                                                    | 1       |

#### Jaarlijsten
| Bereikte positie (1978)  |    |
| ------------------------ | -- |
| Australië                | 96 |
| Canada (RPM) Top Singles | 33 |
| US Cash Box              | 27 |

#### NPO Radio 2 Top 2000
| Nummer met noteringen in de NPO Radio 2 Top 2000 | '00 | '01 | '02  | '03 | '04 | '05 | '06 | '07 | '08 | '09 | '10 | '11 | '12 | '13 | '14 | '15  | '16  | '17 | '18 | '19  | '20  | '21  | '22  | '23  | '24  |
| ------------------------------------------------ | --- | --- | ---- | --- | --- | --- | --- | --- | --- | --- | --- | --- | --- | --- | --- | ---- | ---- | --- | --- | ---- | ---- | ---- | ---- | ---- | ---- |
| MacArthur Park                                   | 703 | -   | 1017 | 862 | 761 | 847 | 849 | 783 | 810 | 870 | 821 | 833 | 868 | 878 | 907 | 1089 | 1056 | 984 | 952 | 1054 | 1058 | 1171 | 1242 | 1015 | 1096 |

1. ↑  Een '-' betekent dat het nummer niet was genoteerd en een vetgedrukt getal geeft de hoogste notering aan.
2. ↑  2000 was het eerste jaar met een notering voor dit nummer.

## Andere versies
- De Four Tops (1971)[24] bereikten nr. 38 op de Billboard Hot 100 en nr. 37 in Canada.
- Andy Williams (1972) bereikte net niet de Billboard Hot 100. Op de Easy Listeninglijst kwam het tot nr. 26.
- The Neal Morse band publiceerde haar versie op de bonusdisc van The Grand Experiment (2015).
- Van Dr. John Cooper Clarke & Hugh Cornwell verscheen in 2016 een versie op hun album This time it's personal.

In 1970 hadden ook The Three Degrees het nummer opgenomen en uitgebracht.